# Alexander Dordett
Alexander Dordett (* 21. September 1916 in Tampere; † 8. August 1984 in Korneuburg) war ein römisch-katholischer Geistlicher und österreichischer Kirchenrechtler.

## Leben
Der Sohn einer deutschbaltischen Familie wuchs in Tallinn auf. Er kam 1934 nach Österreich und studierte in Innsbruck Philosophie und Theologie. 1942 empfing er die Priesterweihe. Nach Ende des Zweiten Weltkrieges kam er in die Erzdiözese Wien, wo er 1947 mit der Dissertation Der Zeitpunkt der Wiederkunft Jesu unter besonderer Berücksichtigung der Parusierede zum Dr. theol. promoviert wurde. Nebenher studierte er noch an der Wiener Musikakademie Orgelspiel und Orgelbau. 1948 bis 1951 promovierte er mit der Dissertation Die kirchliche Straf- und Zwangsgewalt bei Bellarmin und Suarez im kanonischen Recht in Löwen und war ab 1953 als Vizeoffizial und seit 1956 als Offizial in der Erzdiözese Wien tätig. 1954 folgte seine Habilitation bei Franz Arnold in Wien. 1964 bis 1981 war Dordett Ordinarius für Kirchenrecht an der Universität Wien, diente auch eine Amtszeit (1971–1972) als Rector Magnificus. Er war der Erzbischöfliche Kommissär für das Institutum Theologicum in Heiligenkreuz und Professor für Kirchenrecht. Dordett war seit 1956 Mitglied der K.Ö.H.V. Mercuria Wien im ÖCV. Aufgrund seines Wunsches nach der Emeritierung in seine Heimat in Estland zurückzukehren, hatte er gebeten aus dem Gesamtverzeichnis des ÖCVs gelöscht zu werden. Grund waren die Repressionen durch die sowjetischen Behörden, die er befürchtete. Die Rückkehr kam allerdings nicht mehr zustande, da er 1984 krankheitsbedingt verstarb.

## Publikationen (Auswahl)
- Die Ordnung zwischen Kirche und Staat. Ein historisch-systematischer Grundriss. Tyrolia-Verl., Innsbruck u. a. 1958, OCLC 781558198.
- Kirchliche Ehegerichte in der Krise (= WDV-Report). Wiener Dom-Verlag, Wien 1971, OCLC 718158791.
- Kirche zwischen Hierarchie und Demokratie. Wiener Dom-Verlag, Wien 1974, OCLC 610937049.
- Eheschließung und Geisteskrankheit. Eine Darstellung nach der Rechtsprechung der Sacra Romana Rota. Herder, Wien u. a. 1977, ISBN 3-210-24534-7.
- Impotenz als Ehehindernis. Nach der Rechtsprechung der Sacra Romana Rota. Herder, Wien u. a. 1980, ISBN 3-210-24580-0.